# Marching Out
Albums de Yngwie Malmsteen
Yngwie J. Malmsteen's Rising Force
(1984) Trilogy
(1986)
Marching Out est le deuxième album d'Yngwie Malmsteen, sorti en 1985. Composé de chansons il se caractérise par un son nettement plus metal que son prédécesseur. Il comporte toutefois des solos et des arrangements qui rappellent son premier album néoclassique Yngwie J. Malmsteen's Rising Force.

## Titres
| No  | Titre                       | Paroles                    | Musique          | Durée |
| --- | --------------------------- | -------------------------- | ---------------- | ----- |
| 1.  | Prelude                     | (instrumental)             | Yngwie Malmsteen | 1:00  |
| 2.  | I'll See the Light, Tonight | Malmsteen, Jeff Scott Soto | Malmsteen        | 4:27  |
| 3.  | Don't Let It End            | Malmsteen, Soto            | Malmsteen        | 4:09  |
| 4.  | Disciples of Hell           | Malmsteen                  | Malmsteen        | 5:53  |
| 5.  | I Am a Viking               | Malmsteen                  | Malmsteen        | 6:00  |
| 6.  | Overture 1383               | (instrumental)             | Malmsteen        | 2:58  |
| 7.  | Anguish and Fear            | Malmsteen                  | Malmsteen        | 3:50  |
| 8.  | On the Run Again            | Soto                       | Malmsteen        | 3:25  |
| 9.  | Soldier Without Faith       | Malmsteen                  | Malmsteen        | 6:10  |
| 10. | Caught in the Middle        | Malmsteen, Soto            | Malmsteen        | 4:20  |
| 11. | Marching Out                | (instrumental)             | Malmsteen        | 3:10  |

## Formation
- Yngwie Malmsteen: guitare
- Jeff Scott Soto: chant
- Marcel Jacob: basse
- Anders Johansson: batterie
- Jens Johansson: claviers

## Autour de l'album
- Deux singles ont été tirés de l'album.
- Le clip de I'll See The Light, Tonight a été tourné sur les plateaux du film Conan le Barbare.
- Le titre Overture 1383 est une plaisanterie : Yngwie a trouvé ce nom en buvant une bière Löwenbräu dont la maison-mère brasse depuis 1383.
- On The Run Again est un morceau qu'Yngwie jouait déjà avec son premier groupe professionnel aux USA, Steeler. Le texte était alors l'œuvre du chanteur Ron Keel et la chanson s'appelait Victim Of The City.

## Charts
| Year | Chart         | Position |
| ---- | ------------- | -------- |
| 1985 | Billboard 200 | 54       |